# Acequia Mayor Alquibla
La Acequia Mayor Alquibla (también llamada Acequia de Barreras) es una de las dos acequias mayores que vertebran la red de riego tradicional de la Huerta de Murcia (Región de Murcia, España), tomando sus aguas del río Segura. Se trata de uno de los sistemas de regadío más representativos del país.
Mientras que la Alquibla abastece a las huertas de la zona sur del Segura -al discurrir paralelamente al mismo-, la Acequia Mayor Aljufía lo hace en las del norte. El nombre "Alquibla" procede del árabe al-Qibla, "la del sur".

## Características
Toma sus aguas -al igual que la Aljufía-, del llamado Azud Mayor o Contraparada, sito entre las pedanías de Javalí Nuevo y Javalí Viejo, justo donde el Segura hace su entrada en la Depresión prelitoral murciana. 
Cuenta con 22 kilómetros y medio de recorrido, a lo largo de los cuales va cambiando de denominación, la ya mencionada Barreras, Alfande, Benicotó y Benicomay. La Alquibla abastece de agua a todo el Heredamiento Mayor del Sur, de igual forma que la Aljufía lo proporciona al Heredamiento Mayor del Norte. 

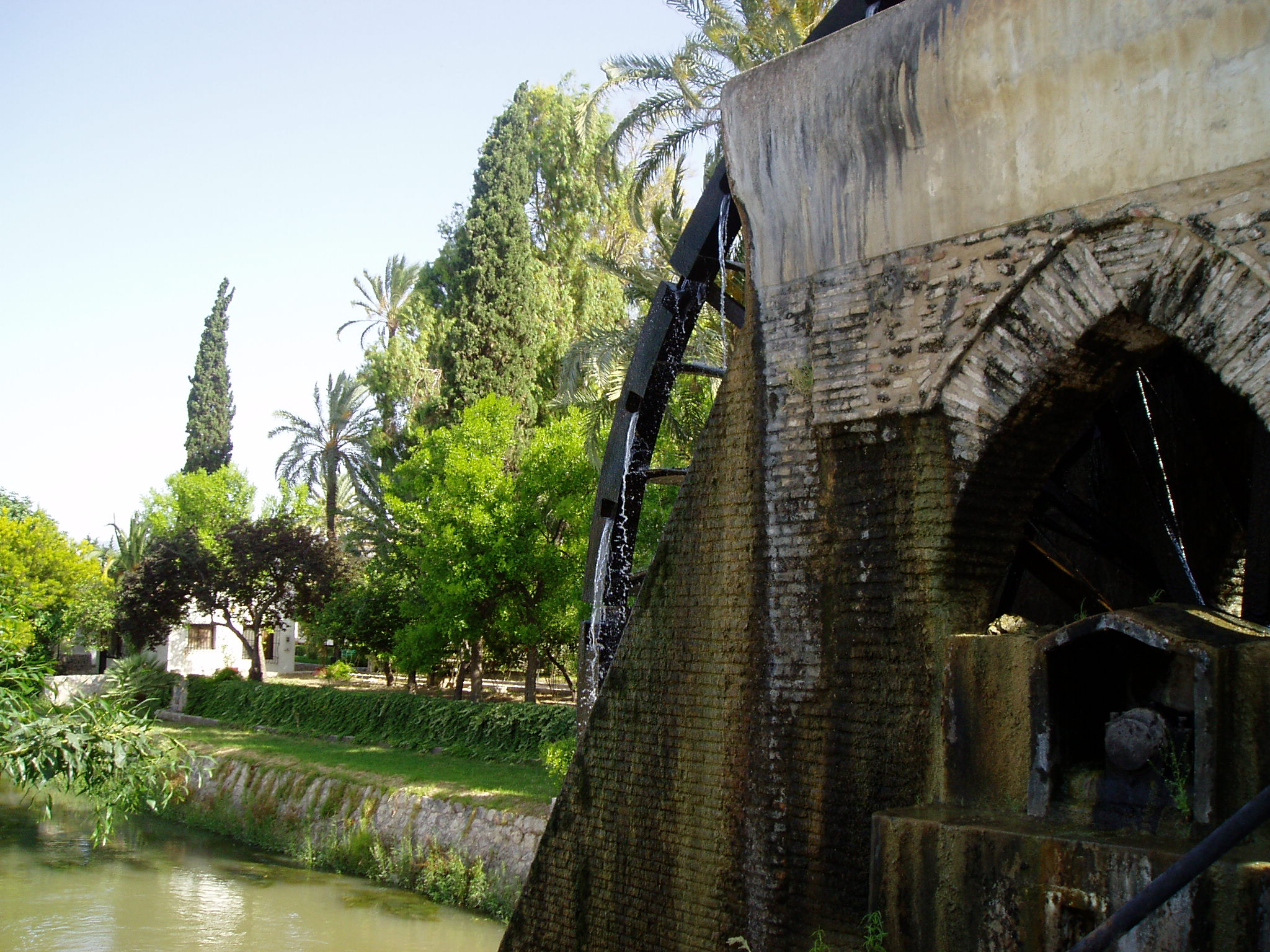
Imagen de la Rueda de Alcantarilla sobre la Acequia Mayor Alquibla, en Alcantarilla.

La canalización recorre las pedanías de Javalí Nuevo, introduciéndose posteriormente en el término municipal de Alcantarilla (donde se sitúa el acueducto de los Zorreras del siglo XII, con el que la acequia Alquibla supera la rambla de las Zorreras, así como la famosa noria o rueda de Alcantarilla sobre su cauce), volviendo posteriormente al término de Murcia recorriendo Puebla de Soto, La Raya, Nonduermas, Aljucer, llegando hasta Beniaján, Torreagüera y Alquerías, donde las aguas vuelven a desembocar en el cauce principal del río gracias a los azarbes que recogen las aguas sobrantes.
Son muchas las acequias que toman agua de esta acequia mayor, tales como las de Albadel, del Batán, Gabaldón, Aljorabia, Alguazas, etc., constituyendo una parte esencial del complejo de riego de la Huerta de Murcia.

## Historia
Su origen se remonta al menos al siglo X, aunque autores musulmanes como Al-Himyari afirmaban al hablar de las mismas: 

Conducciones de agua hechas por los antiguos que riegan el norte y el sur de Mursiya.

Por lo que su origen podría estar en aprovechamientos hídricos anteriores, como los descubiertos en el yacimiento de Senda de Granada, de origen romano.
Aun así, se cree que su construcción fue posterior a la de la Acequia Mayor Aljufía.

## Polémica
Ante el abandono de la actividad agraria en la Huerta de Murcia tradicional, las faltas de políticas activas de mantenimiento de la actividad y de conservación paisajística, la construcción residencial (legal o ilegal) y la actividad industrial ilegal en su suelo, han llevado entre otras cosas al entubamiento de diversos tramos de esta acequia mayor, no sin polémica.
Diversas asociaciones ciudadanas están tratando de luchar contra esta situación, oponiéndose a los entubamientos al constituir un daño irreparable a la ecología del valle del Segura; en su cauce crecen numerosas especies arbóreas de ribera como el Álamo (Populus), Sauce (Salix), o una rica fauna como Carpas (Cyrprinidae), Barbo común (Barbus Barbus), o Anguilas (Anguilla Anguilla), pero también una pérdida paisajística, histórica y cultural.